# Rouez
Rouez-en-Champagne redirige ici.
Rouez (prononcé [ʁwe] ; nommé également non officiellement Rouez-en-Champagne) est une commune française, située dans le département de la Sarthe en région Pays de la Loire, peuplée de 808 habitants (les Rouéziens).
La commune fait partie de la province historique du Maine, dans la Champagne mancelle.

## Géographie
Rouez-en-Champagne est située sur la Vègre.
Lieux-dits et écarts
la Raterie, la Lande, la Goupillère, Courville, le Bray, les Rosiers, le Coq Hardy, Coulettre, Le Bois Aubert...

### Communes limitrophes
|               | Sillé-le-Guillaume, Saint-Rémy-de-Sillé | Crissé       |
| Rouessé-Vassé | Rouez                                   | Neuvillalais |
| Parennes      | Tennie                                  |              |

### Climat
Pour des articles plus généraux, voir Climat des Pays de la Loire et Climat de la Sarthe.
En 2010, le climat de la commune est de type climat océanique altéré, selon une étude du CNRS s'appuyant sur une série de données couvrant la période 1971-2000. En 2020, Météo-France publie une typologie des climats de la France métropolitaine dans laquelle la commune est exposée à un climat océanique et est dans la région climatique  Moyenne vallée de la Loire, caractérisée par une bonne insolation (1 850 h/an) et un été peu pluvieux. 
Pour la période 1971-2000, la température annuelle moyenne est de 10,9 °C, avec une amplitude thermique annuelle de 14,2 °C. Le cumul annuel moyen de précipitations est de 755 mm, avec 12,3 jours de précipitations en janvier et 7 jours en juillet. Pour la période 1991-2020, la température moyenne annuelle observée sur la station météorologique de Météo-France la plus proche, sur la commune de Rouessé-Vassé à 7 km à vol d'oiseau, est de 11,7 °C et le cumul annuel moyen de précipitations est de 806,9 mm,. Pour l'avenir, les paramètres climatiques de la commune estimés pour 2050 selon différents scénarios d'émission de gaz à effet de serre sont consultables sur un site dédié publié par Météo-France en novembre 2022.

## Urbanisme

### Typologie
Au 1er janvier 2024, Rouez est catégorisée commune rurale à habitat très dispersé, selon la nouvelle grille communale de densité à sept niveaux définie par l'Insee en 2022.
Elle est située hors unité urbaine. Par ailleurs la commune fait partie de l'aire d'attraction de Sillé-le-Guillaume, dont elle est une commune de la couronne,. Cette aire, qui regroupe 5 communes, est catégorisée dans les aires de moins de 50 000 habitants,.

### Occupation des sols
L'occupation des sols de la commune, telle qu'elle ressort de la base de données européenne d’occupation biophysique des sols Corine Land Cover (CLC), est marquée par l'importance des territoires agricoles (98,8 % en 2018), une proportion sensiblement équivalente à celle de 1990 (98,2 %). La répartition détaillée en 2018 est la suivante : 
prairies (65 %), terres arables (31,4 %), zones agricoles hétérogènes (2,4 %), zones urbanisées (1,1 %), forêts (0,1 %). L'évolution de l’occupation des sols de la commune et de ses infrastructures peut être observée sur les différentes représentations cartographiques du territoire : la carte de Cassini (XVIIIe siècle), la carte d'état-major (1820-1866) et les cartes ou photos aériennes de l'IGN pour la période actuelle (1950 à aujourd'hui).

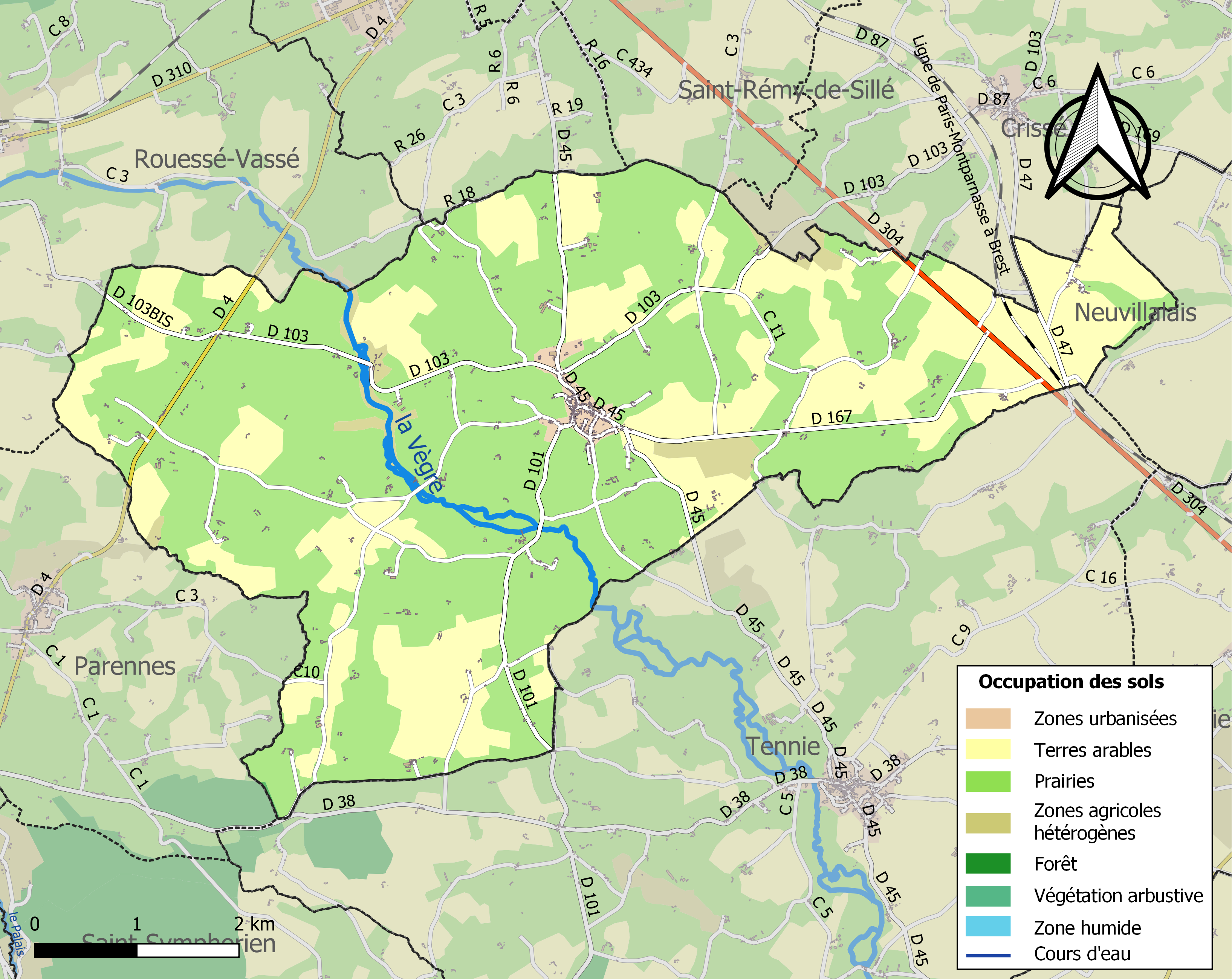
Carte des infrastructures et de l'occupation des sols de la commune en 2018 (CLC).

## Histoire
Seigneurie annexée à la terre de Goupillère, il existait en outre douze fiefs.
La commune participa à la chouannerie.

### XIIIeetXIVesiècles
En 1392 y est présent Gilles de Quatrebarbes, seigneur de Coulettre.

### XVeetXVIesiècles
Guillaume d’Avaugour, seigneur de Coulettre à Rouez-en-Champagne, est capitaine de 100, puis de
200 hommes d’armes en 1418.
Guyonne de Villeprouvée entre 1524 et 1526, veuve de Guy d’Avaugour, seigneur de Coulettre[pas clair]. Claude d'Avaugour, entre 1556 et 1564 veuve de Jacques Clerambault, vicomte de Montreveau à qui elle avait transmis la seigneurie de Coulettre.

### XXIesiècle
Un Rouézien, Serge Le Grou (mort fin 2007), propriétaire de plusieurs immeubles à Paris, de terres et de fermes en Sarthe, a fait de Rouez-en-Champagne, où il élevait des chevaux, son légataire universel en lui léguant l’équivalent de 38 millions d’euros, principalement sous forme de biens immobiliers. En contrepartie, la municipalité dut prendre des engagements. Les exigences de Serge Le Glou comporteraient, entre autres choses, la construction d’une cinquantaine de petits pavillons que la commune réservera à des personnes âgées n’ayant pas les moyens de se payer une place en maison de retraite. Par décret en date du 13 mars 2018, la fondation Serge et Andrée Le Grou est reconnue comme établissement d'utilité publique[réf. nécessaire].

## Politique et administration
| Période                                  | Période  | Identité                                              | Étiquette | Qualité            |
| ---------------------------------------- | -------- | ----------------------------------------------------- | --------- | ------------------ |
|                                          |          |                                                       |           |                    |
| 1800                                     | 1802     | Louis Magloire Mascarel                               |           |                    |
| 1802                                     | 1830     | Julien Latouche                                       |           |                    |
| 1830                                     | 1835     | Désiré Jacques René Fournier (père d´Ernest Fournier) |           |                    |
| 1835                                     | 1838     | Jean Diard                                            |           |                    |
| 1836                                     | 1840     | Pierre Yvard                                          |           |                    |
| 1840                                     | 1846     | Michel Gouin                                          |           |                    |
| 1848                                     | 1876     | Pierre Yvard                                          |           |                    |
| 1876                                     | 1888     | Louis Julien Guilleu                                  |           |                    |
| 1877                                     | 1882     | Hortense Cosson                                       |           |                    |
| 1882                                     | 1883     | Louis Julien Guilleu                                  |           |                    |
| 1888                                     | 1889     | Toussaint Francois Legouas                            |           |                    |
| 1889                                     | 1897     | Ernest Fournier                                       |           |                    |
| 1897                                     | 1899     | Pierre Auguste Charles Soubre                         |           |                    |
| 1899                                     | 1900     | Louis Julien Guilleu                                  |           |                    |
| 1900                                     | 1902     | Francois Auguste Legrou                               |           |                    |
| 1909                                     | 1918     | Hortense Nouard                                       |           |                    |
| 1925                                     | 19??     | Aguile                                                |           |                    |
| 1939                                     | 1977     | Clément Veau                                          |           |                    |
|                                          |          | Mlle Gouin                                            |           |                    |
| avant 1995                               | 1995     | Bernard Houlbert                                      |           |                    |
| juin 1995                                | mai 2020 | Paul Melot                                            | SE        | Animateur sécurité |
| mai 2020                                 | En cours | Ludovic Robidas                                       | SE        | Cadre à la SNCF    |
| Les données manquantes sont à compléter. |          |                                                       |           |                    |

| Periode |      | Identité            | Qualité      | Naissance                | Décès       |
| ------- | ---- | ------------------- | ------------ | ------------------------ | ----------- |
|         |      |                     |              |                          |             |
| 1881    | 1886 | Viel Rosalie        | Institutrice |                          |             |
| 1891    | 1891 | Viel Rosalie        | Directrice   |                          |             |
| 1855    | 1877 | Letourneux Francois | Instituteur  | 1832 (Saint-Jean-D´Assé) | 1918 (Loué) |

## Démographie
L'évolution du nombre d'habitants est connue à travers les recensements de la population effectués dans la commune depuis 1793. Pour les communes de moins de 10 000 habitants, une enquête de recensement portant sur toute la population est réalisée tous les cinq ans, les populations de référence des années intermédiaires étant quant à elles estimées par interpolation ou extrapolation. Pour la commune, le premier recensement exhaustif entrant dans le cadre du nouveau dispositif a été réalisé en 2006.
En 2022, la commune comptait 808 habitants, en évolution de +4,26 % par rapport à 2016 (Sarthe : −0,25 %, France hors Mayotte : +2,11 %).
| 1793  | 1800  | 1806  | 1821  | 1831  | 1836  | 1841  | 1846  | 1851  |
| ----- | ----- | ----- | ----- | ----- | ----- | ----- | ----- | ----- |
| 1 491 | 1 875 | 1 883 | 2 042 | 2 339 | 2 346 | 2 371 | 2 348 | 2 362 |

| 1856  | 1861  | 1866  | 1872  | 1876  | 1881  | 1886  | 1891  | 1896  |
| ----- | ----- | ----- | ----- | ----- | ----- | ----- | ----- | ----- |
| 2 241 | 2 077 | 2 031 | 1 939 | 1 922 | 1 783 | 1 741 | 1 683 | 1 587 |

| 1901  | 1906  | 1911  | 1921  | 1926  | 1931  | 1936  | 1946 | 1954 |
| ----- | ----- | ----- | ----- | ----- | ----- | ----- | ---- | ---- |
| 1 544 | 1 451 | 1 330 | 1 160 | 1 137 | 1 071 | 1 046 | 982  | 988  |

| 1962 | 1968 | 1975 | 1982 | 1990 | 1999 | 2006 | 2011 | 2016 |
| ---- | ---- | ---- | ---- | ---- | ---- | ---- | ---- | ---- |
| 965  | 923  | 819  | 767  | 689  | 715  | 787  | 778  | 775  |

| 2021 | 2022 | - | - | - | - | - | - | - |
| ---- | ---- | - | - | - | - | - | - | - |
| 802  | 808  | - | - | - | - | - | - | - |

Evolution démographique selon les recensements de la commune entre 1860 et 1902 : 
|            | 1860 | 1861 | 1862 | 1863 | 1864 | 1865 | 1866 | 1867 | 1868 | 1869 | 1870 | 1871 | 1872 | 1873 | 1874 | 1875 | 1876 | 1877 | 1878 | 1879 | 1880 | 1881 | 1882 | 1883 | 1884 | 1885 | 1886 | 1887 | 1888 | 1889 | 1890 | 1891 | 1892 | 1893 | 1894 | 1895 | 1896 | 1897 | 1898 | 1899 | 1900 | 1901 | 1902 |
| ---------- | ---- | ---- | ---- | ---- | ---- | ---- | ---- | ---- | ---- | ---- | ---- | ---- | ---- | ---- | ---- | ---- | ---- | ---- | ---- | ---- | ---- | ---- | ---- | ---- | ---- | ---- | ---- | ---- | ---- | ---- | ---- | ---- | ---- | ---- | ---- | ---- | ---- | ---- | ---- | ---- | ---- | ---- | ---- |
| Naissances | 48   | 42   | 61   | 46   | 44   | 52   | 49   | 45   | 52   | 51   | 49   | 34   | 68   | 53   | 51   | 48   | 44   | 40   | 44   | 38   | 43   | 48   | 42   | 47   | 37   | 38   | 38   | 44   | 28   | 41   | 46   | 33   | 47   | 41   | 45   | 31   | 44   | 30   | 27   | 42   | 31   | 28   | 35   |
| Mariages   | 16   | 22   | 23   | 24   | 16   | 19   | 18   | 24   | 17   | 18   | 12   | 13   | 31   | 16   | 14   | 12   | 12   | 20   | 13   | 15   | 19   | 12   | 18   | 9    | 8    | 19   | 14   | 12   | 12   | 17   | 11   | 10   | 21   | 13   | 6    | 17   | 13   | 7    | 10   | 16   | 11   | 8    | 8    |
| Décès      | 49   | 58   | 35   | 66   | 33   | 47   | 50   | 42   | 38   | 36   | 91   | 66   | 36   | 39   | 39   | 40   | 48   | 48   | 49   | 35   | 57   | 34   | 43   | 49   | 38   | 39   | 45   | 37   | 38   | 36   | 43   | 44   | 40   | 42   | 42   | 37   | 40   | 32   | 36   | 40   | 36   | 39   | 40   |

| Nom                   | Âge au décès     | Date de naissance | Â                        | Date de décès     | Â     | Remarques               |
| --------------------- | ---------------- | ----------------- | ------------------------ | ----------------- | ----- | ----------------------- |
| Jean Julien Chauvière | 94 ans 10 jours  | 19 février 1784   | Bernay                   | 5 février 1878    | Rouez |                         |
| Anne Bouvet           | 91 ans 205 jours | 26 mars 1775      | Rouez                    | 25 septembre 1866 | Rouez |                         |
| Madeleine Gouin       | 91 ans 176 jours | 23 avril 1762     | Rouez                    | 23 septembre 1853 | Rouez |                         |
| Henriette Ragot       | 90 ans 205 jours | 22 novembre 1792  | Rouez                    | 24 mai 1883       | Rouez |                         |
| Agathe Echivard       | 90 ans 76 jours  | 6 février 1787    | Rouez                    | 1 avril 1877      | Rouez |                         |
| Anne Marie Gaignard   | 89 ans 189 jours | 13 avril 1799     | Rouessé-Vassé            | 26 septembre 1888 | Rouez |                         |
| Marie Blossier        | 89 ans 132 jours | 16 novembre 1772  | Crissé                   | 6 mars 1862       | Rouez |                         |
| Pierre Yvard          | 89 ans 111 jours | 29 mars 1790      | Saint Aubin de Locquenay | 27 juin 1879      | Rouez |                         |
| Denis Turmeau         | 89 ans 41 jours  | 26 septembre 1805 | Rouez                    | 15 octobre 1894   | Rouez |                         |
| Anne Elisabeth Blin   | 89 ans 27 jours  | 6 juillet 1795    | Crissé                   | 11 juillet 1884   | Rouez | Soeur de Guillaume Blin |

| Du                | Au                | Nom                      | Âge au décès     | Date de naissance | Â                        | Date de décès     | Â     | Remarques                                                |
| ----------------- | ----------------- | ------------------------ | ---------------- | ----------------- | ------------------------ | ----------------- | ----- | -------------------------------------------------------- |
|                   |                   |                          |                  |                   |                          |                   |       |                                                          |
| 11 septembre 1899 | 7 mai 1901        | Auguste Jean Quillet     | 85 ans 360 jours | 2 juin 1815       | Rouessé-Vassé            | 7 mai 1901        | Rouez |                                                          |
| 2 mai 1896        | 11 septembre 1899 | Francois Gouin           | 88 ans 323 jours | 14 novembre 1810  | Rouez                    | 11 septembre 1899 | Rouez |                                                          |
| 1 avril 1895      | 2 mai 1896        | Marie Francoise Juillard | 87 ans 101 jours | 12 février 1802   | Assé le Riboul           | 2 mai 1896        | Rouez |                                                          |
| 15 octobre 1894   | 1 avril 1895      | Jacques Pierre Chartier  | 86 ans 107 jours | 5 janvier 1809    | Crissé                   | 1 avril 1895      | Rouez | plus courte durée resté doyen : 168 jours                |
| 26 septembre 1888 | 15 octobre 1894   | Denis Turmeau            | 89 ans 41 jours  | 26 septembre 1805 | Rouez                    | 15 octobre 1894   | Rouez | 2nd plus longue durée resté doyen : 6 ans et 20 jours    |
| 11 juillet 1884   | 26 septembre 1888 | Anne Marie Gaignard      | 89 ans 189 jours | 13 avril 1799     | Rouessé-Vassé            | 26 septembre 1888 | Rouez | 3ème plus longue durée resté doyenne : 4 ans et 78 jours |
| 24 mai 1883       | 11 juillet 1884   | Anne Elisabeth Blin      | 89 ans 28 jours  | 6 juillet 1795    | Crissé                   | 11 juillet 1884   | Rouez |                                                          |
| 7 février 1880    | 24 mai 1883       | Ragot Henriette          | 90 ans 205 jours | 22 novembre 1792  | Rouez                    | 24 mai 1883       | Rouez |                                                          |
| 27 juin 1879      | 7 février 1880    | Louise Deschamps         | 88 ans 183 jours | 30 aout 1791      | Tennie                   | 7 février 1880    | Rouez |                                                          |
| 5 février 1878    | 27 juin 1879      | Pierre Yvard             | 89 ans 112 jours | 29 mars 1790      | Saint-Aubin-de-Locquenay | 27 juin 1879      | Rouez |                                                          |
| 23 octobre 1868   | 5 février 1878    | Jean Julien Chauvière    | 94 ans 10 jours  | 19 février 1784   | Bernay                   | 5 février 1878    | Rouez | 1ère plus longue durée resté doyen : 9 ans et 107 jours  |
| 25 septembre 1866 | 23 octobre 1868   | Anne Bresteau            | 87 ans 63 jours  | 12 septembre 1781 | Tennie                   | 23 octobre 1868   | Rouez |                                                          |
|                   | 25 septembre 1866 | Anne Bouvet              | 91 ans 206 jours | 26 mars 1775      | Rouez                    | 25 septembre 1866 | Rouez |                                                          |
|                   |                   |                          |                  |                   |                          |                   |       |                                                          |

## Économie

### La fromagerie et la famille Faussurier
En 1931, Roger Faussurier achète la fromagerie.
Le 11 mai 1956, Jacques Faussurier, fils de Roger Faussurier et de Liliane Soyer, meurt dans un accident de la route à côté de Domfront-en-Champagne.
Le 7 juillet 1960, Roger Faussurier meurt..
Le 6 novembre 1965, Michel Letard et son épouse Simone Faussurier, fille de défunt Roger Faussurier et de Liliane Soyer, meurent dans un accident de la route.
Le 25 novembre 1965, Liliane Soyer, veuve Roger Faussurier et les héritiers, décident de vendre la fromagerie à la société Besnier située à Laval (Mayenne).

## Les mines d'or et d'argent
En 1975, des géologues découvraient à quelques kilomètres du Mans dans la Sarthe le plus gros amas sulfuré polymétallique d'Europe.
Parmi les métaux contenus dans le minerai, outre le fer, le cuivre, le plomb et le zinc se trouvent également l'argent et l'or. Ces métaux précieux se sont concentrés dans la partie supérieure du gisement appelée « chapeau de fer ».
L'ouvrage de Pierre-Christian Guiollard raconte l'histoire de la découverte de ce gisement, ses origines géologiques et l'exploitation dès 1989 de son « chapeau de fer ».
Plus de deux tonnes d'or et sept tonnes d'argent seront extraites en quatre ans du sous-sol de Rouez-en-Champagne.

### L'abbaye de Champagne

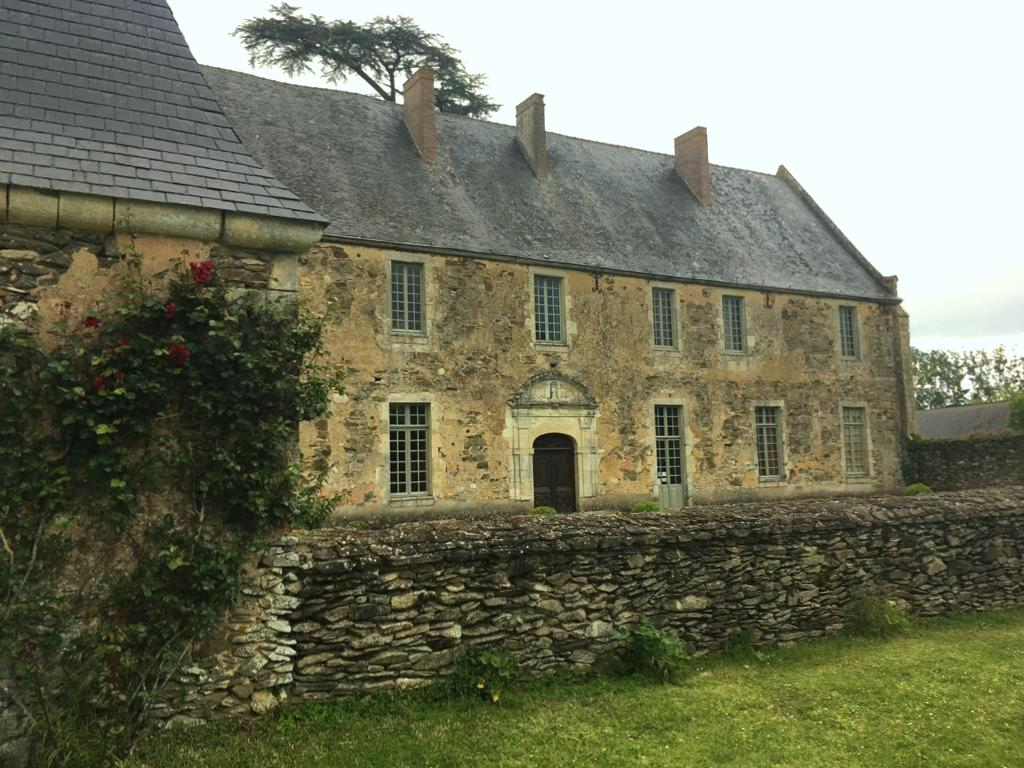
L'abbaye de Champagne.

Vestiges de l'abbaye cistercienne de Champagne fondée en 1188 par Foulques Riboul, démolie partiellement à l'exception des cuisines et de l'aile occidentale remaniée en 1740 et qui comprend un cellier (seul vestige de l'abbaye primitive du XIIe siècle) avec une voûte et des piliers médiévaux et des peintures murales représentant un paysage ainsi qu'un escalier principal en chêne construit en 1740 avec sa rampe massive et ses 33 marches taillées dans la masse du bois.

#### Église Saint-Martin

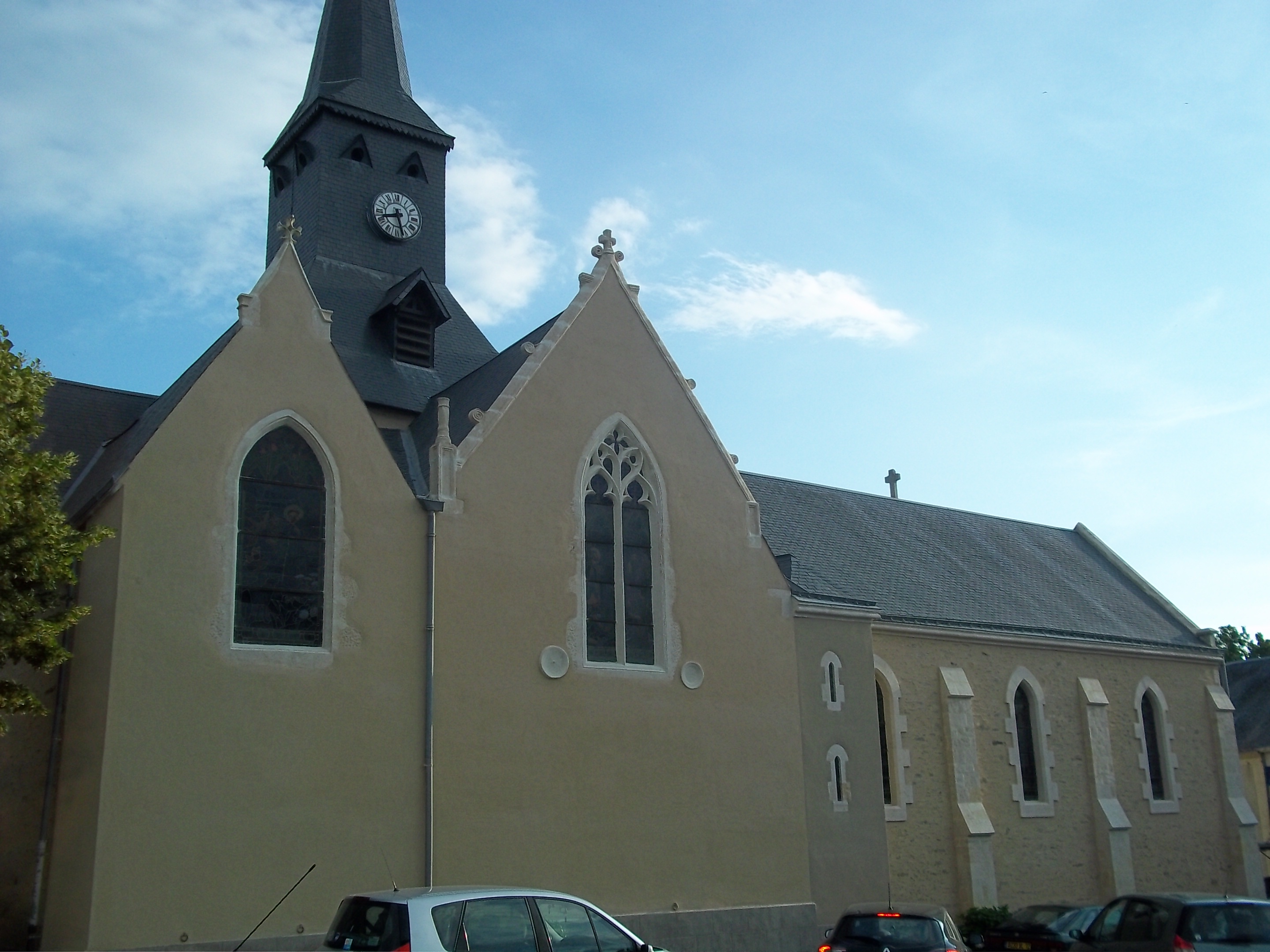
L'église Saint-Martin.

Église des XIe et XVe siècles, avec remaniements au XIXe siècle.

##### Histoire de l'église
(juillet 2017).

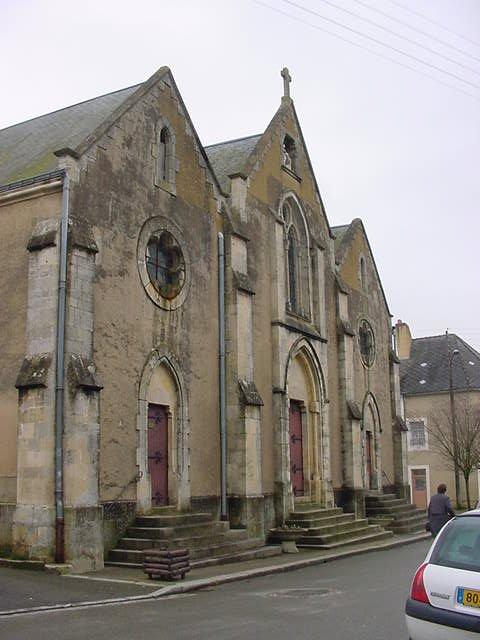
Façade de l'église Saint-Martin.

- Les bras du transept furent élevés à la charnière des XVe et XVIe siècles.
- Retable de la Nativité de 1641, dont le tableau central représente l'Adoration des trois rois mages et est entouré des statues du pape Urbain avec sa croix papale à trois branches et de saint Martin, avec sur la corniche deux anges de style baroque entourant Joseph avec l'Enfant Jésus. Au pied du Christ crucifié, statue de la Vierge en terre cuite du XVIIe siècle.
- Vers 1642, l’église s’est enrichie d’un décor remarquable comptant les deux retables, du chœur et de la chapelle méridionale, donnés par Urbin de Gennetay, curé de la paroisse. Présentant un style maniériste, ils sont caractéristiques des réalisations de l’architecte lavallois Pierre Corbineau. Contemporaines des retables, les statues en terre cuite qui les décorent ainsi que celle de sainte Pétronille de la nef sont attribuées à un des fils du sculpteur manceau Gervais I Delabarre.
- Saint Sébastien et saint Jean-Baptiste, deux statues en terre cuite du mur occidental sont les œuvres du sculpteur manceau Noël Mérillon.
- Statue équestre en pierre de saint Martin (XVIe siècle) et deux retables.
- Le retable nord et la statue en terre cuite de saint Jacques le Majeur furent réalisés en 1727 par Pierre Lorcet. Dans la même chapelle est conservé un groupe du Calvaire, comptant un Christ en croix en bois du XVIIe siècle et des statues de la Vierge et de saint Jean l’Évangéliste en terre cuite de la fin du XVIe siècle.
- Les restaurations des XIXe et XXe siècles ajoutèrent les deux bas-côtés et amputèrent l’église d’une travée.
- Destruction de la nef romane et ajout de bas-côtés néogothiques et en 1902, amputation d'une travée, pour élargissement de la route.

###### Prêtres
| Périodes  | Identités                          | Naissance                         | Décès            |
| --------- | ---------------------------------- | --------------------------------- | ---------------- |
| 1803-1826 | Jardin Jean Baptiste Francois Eloy | 1753                              |                  |
| 1827-1858 | Martiniere Francois                | 1789                              | 09/10/1858 Rouez |
| 1858-     | Leveque Francois Pierre Jean       | 1803                              |                  |
| 1859-1873 | Pommerais Louis René               | 1822                              | 1878             |
| 1873-1898 | Boulard Francois                   | 1826                              | 1898             |
| 1899-1908 | Pignard Francois                   | 1851                              |                  |
| 1905-1928 | Poisson Anatole Louis              | 01/05/1864 - Saint-Rémy-des-Monts |                  |
| 1906-     | Boyau Victor Auguste               | 1876                              | 1954             |
| 1928-     | Cadoux Ange Jean Marie             | 1888                              | 1937             |
| 1937-1941 | Bellanger Julien Louis             | 1901                              | 1944             |
| 1941-1955 | Decaix Robert Alexandre Hippolite  | 1903                              | 1969             |
| 1955-     | Petiteau Georges                   | 1890                              | 1967             |
| 1952-1995 | Brossard Pierre                    | 1932                              | 2021             |

##### Vitraux
Quatorze vitraux ont été réalisés en 1921 par un maître verrier parisien, Charles Champigneulle. Le vitrail de la baie 6 a été exécuté par un maître verrier manceau, Albert Échivard en 1920.
En 1922, ce même maître verrier a réalisé les vitraux d'un édifice voisin, ceux de l'église Saint-Pierre-et-Saint-Paul de Crissé. À cette date, la Première Guerre mondiale est toujours dans les mémoires et sur les vitraux figurés, dans la partie inférieure, des hommages aux soldats morts sont inscrits.
- La baie 1 représente l'ange gardien avec la mention « En souvenir de Bernard ».
- La baie 2 représente le Christ au Sacré-Cœur avec l'inscription « Don des familles Lecagneur, Lecesne, Guignard ».
- La baie 3 de Charles Champigneulle représente saint François-d'Assise (1182-1226) qui entend les voix d'animaux avec la mention « En souvenir de François Poisson mort au champ d'honneur ».
- La baie 4 du même artiste représente saint Guillaume (Guillaume X, comte de Toulouse et de Poitiers, mort en 1138) demandant au pape l'absolution de ses pêchés avec l'inscription « En souvenir de Guillaume Robin mort au champ d'honneur ».
- la baie 5 représente saint Julien faisant jaillir la source avec la mention « La famille Charlot. En souvenir d'un heureux anniversaire 29 mars 1921 ».
- La baie 6 a été réalisée en 1920 par Albert Échivard. Une scène autobiographique de la Première Guerre mondiale est figurée : le fils d'Albert, Maxime Échivard mort durant cette guerre, est représenté sous les traits du soldat et, sous les traits de Jeanne d'Arc, sa future belle-fille qui deviendra son épouse.
- La baie 7 représente sainte Thérèse en pied avec la mention « Don de la famille Heuzard-Legouas ».
- La baie 8 représente saint Henri de Bamberg (972-1024) avec la mention « Don de la famille Coulon ».
- La baie 9 représente saint Serge, un martyr syrien, avec l'inscription « Don de la famille Legron ».
- La baie 10 représente saint Séraphin (ou saint Étienne), avec la mention « En souvenir de Séraphin Brisard mort au champ d'honneur ».
- La baie 11 représente saint Augustin d'Hippone (354-430) avec la mention « En souvenir d'Auguste Macais mort au champ d'honneur ».
- La baie 12 représente Saint-Louis.
- La baie occidentale représente La Charité de saint Martin.

##### Presbytère de 1860

Vues du presbyrère
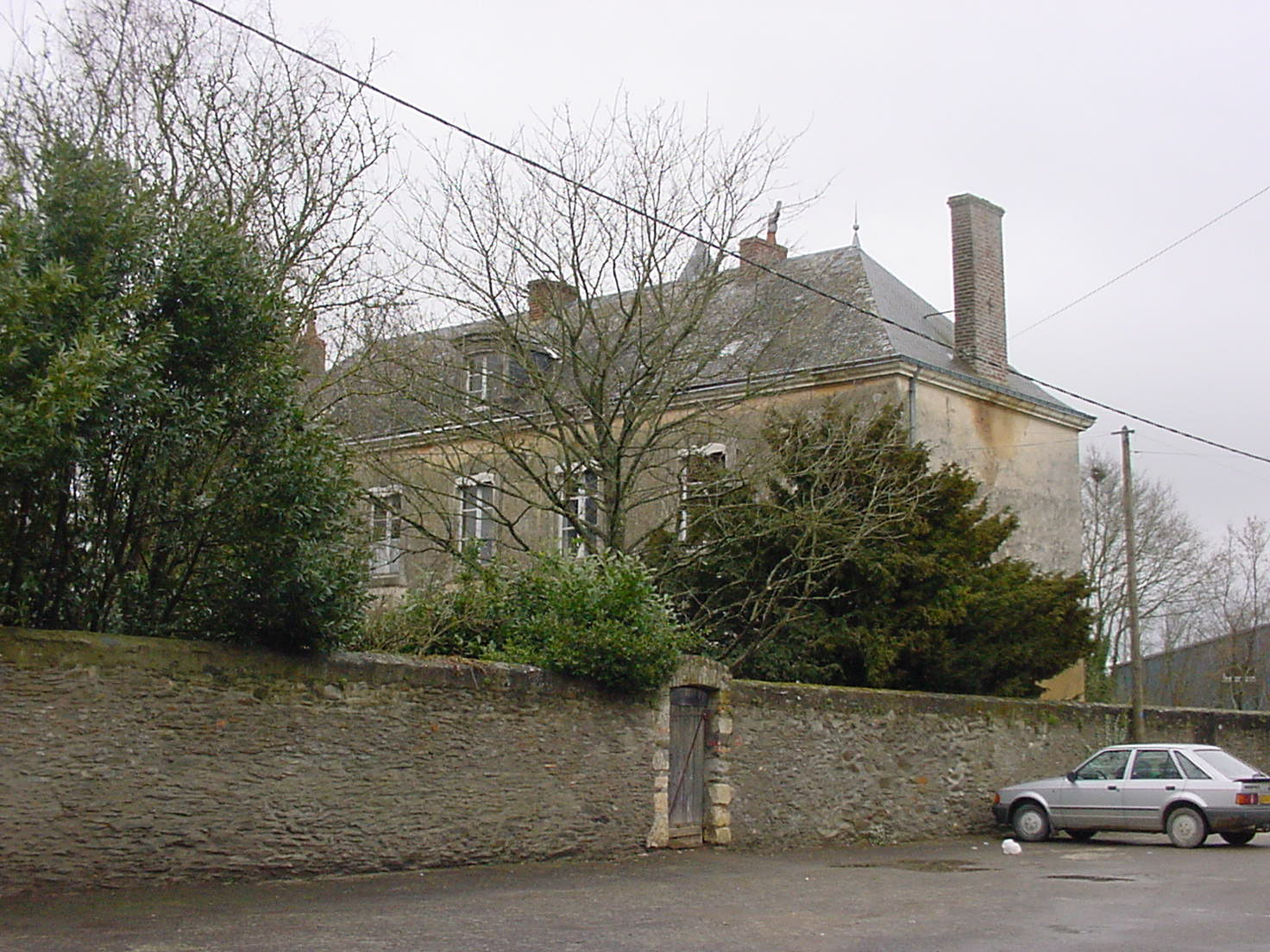
Façade principale.
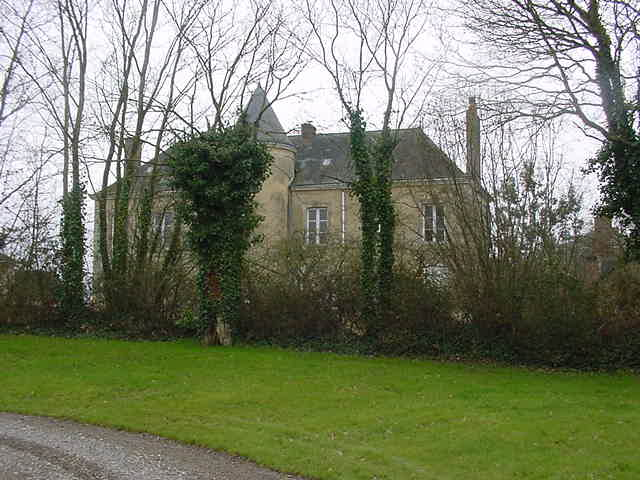
Façade arrière.

#### Autres édifices remarquables
- Ferme du XIIe siècle, prolongée au XVe siècle, une aile étant ajoutée au XVIIe siècle, avec ses fenêtres à meneaux.
- Moulins de Cohardy dits aux deux roues du XIIIe siècle, dont les deux roues sont fixées en parallèle tout en étant indépendantes l'une de l'autre, chaque moulin étant mis en mouvement par une roue alimentée par le dessus. Ces deux moulins à blé, connus dès 1253, sont établis sur un bief de la Vègre.
- Grange de la Frétinière, 1890, avec ses piliers d'angle et ses encadrements en brique et pierre de taille

### Héraldique
| Blason de Rouez | Blason  | D'argent au lion de gueules. |
| Blason de Rouez | Détails |                              |